# Gonfaloniere

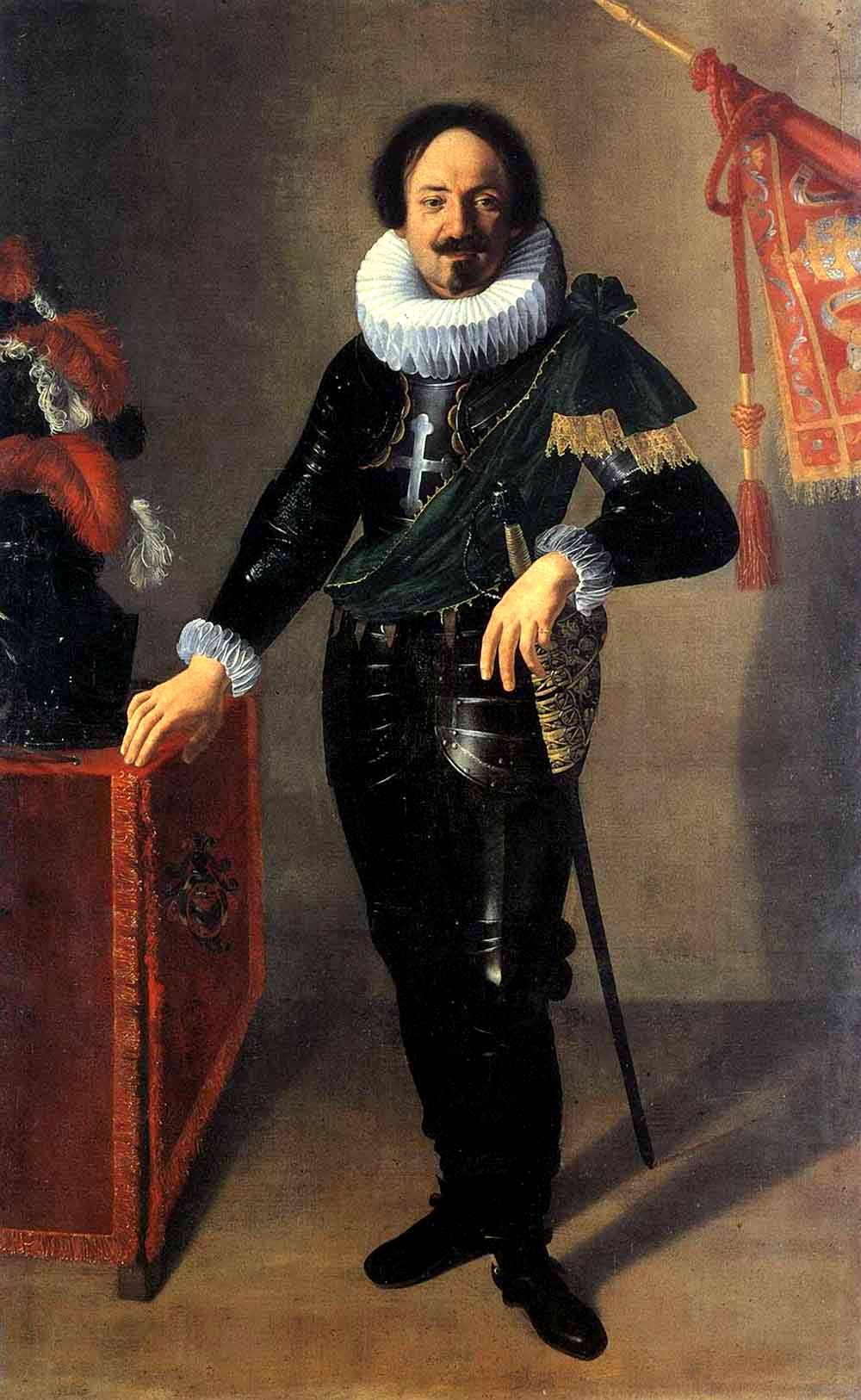
Pietro Gentile, Gonfaloniere di Bologna in dipinto di Artemisia Gentileschi (1622)

Quella del gonfaloniere (talvolta si trova sotto la forma di confaloniere) era una prestigiosa carica dei comuni medievali e rinascimentali dell'area italiana che veniva utilizzata per indicare un magistrato comunale con varie attribuzioni.
Cariche simili vi erano anche in altre parti d'Europa dove in alcuni casi Gonfaloniere era un grado militare e lo è oggi anche in Polonia e Ucraina.
Il termine deriva dalla parola gonfalone, dal tedesco fahne (bandiera), attraverso la parola francone gundfano, che significava propriamente bandiera di combattimento.

## Italia

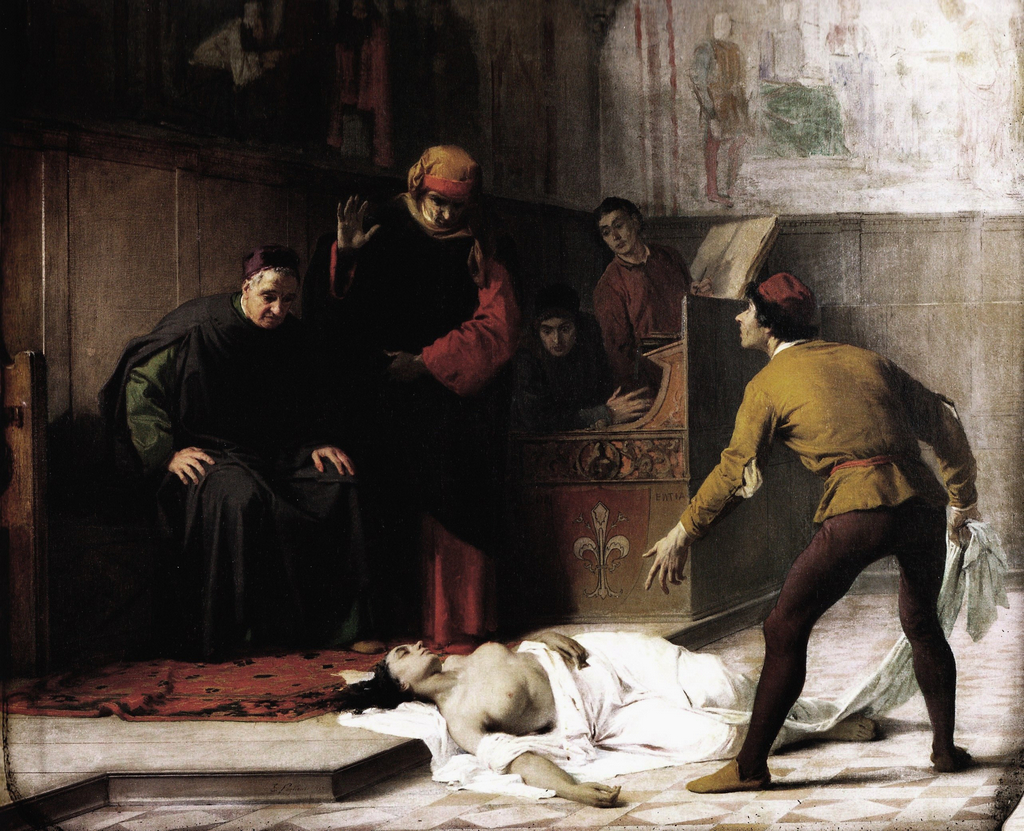
Il corpo di una donna morta viene portato davanti al Gonfaloniere di Giustizia di Firenze nel 1425, leggendaria origine della Compagnia della Misericordia

A Firenze, il gonfaloniere era uno dei nove cittadini, selezionati per estrazione ogni due mesi, che formavano il governo della Signoria. Questi aveva il compito di gestire la giustizia (il titolo completo era infatti quello di Gonfaloniere di Giustizia) ed era custode della bandiera della città, che veniva esposta all'estremità di una croce. Al contrario degli altri otto, la sua veste cremisi bordata di pelliccia d'ermellino era decorata con stelle dorate. Ogni rione di Firenze aveva il proprio priore, il quale poteva essere scelto per servire il consiglio, ed il gonfaloniere di compagnia, scelto fra le famiglie più importanti del quartiere. Con la legge toscana del 1749 sulla nobiltà, la carica di gonfaloniere dava diritto alla nobiltà civica per sé e per i propri eredi (patriziato).
Si eleggevano gonfalonieri anche in altri comuni del centro-nord Italia, per esempio a Pistoia, portati da Giano della Bella; a Bologna la famiglia Bentivoglio ascese a questa carica nel XVI secolo; a Senigallia si ricordano i Mastai, antenati di papa Pio IX. Cent'anni dopo, quando Artemisia Gentileschi dipinse un ritratto di Pietro Gentile gonfaloniere di Bologna (1622) col gonfalone sullo sfondo, la carica aveva ormai un mero valore simbolico.
Anche nella Repubblica di Lucca, il gonfaloniere era il capo dello stato ed il suo status giuridico rimase invariato fino al 1799, anno in cui decadde l'antico stato lucchese. Tale carica, eletta dalla nobiltà cittadina assieme a nove Anziani, durava in carica due mesi ed era la suprema e assoluta magistratura della Repubblica.
Sotto i principati mediceo e lorenese il gonfaloniere assunse la veste amministrativa di primo cittadino e tale rimase fino all'annessione toscana al Regno d'Italia, quando tale figura fu sostituita da quella di sindaco, con analoghe competenze. Generalmente, il mandato del gonfaloniere era semestrale.
Anche nello Stato pontificio il termine fu usato per indicare nell'Ottocento i sindaci delle città più importanti (al posto delle cariche che avevano titoli diversi a seconda degli statuti cittadini fino a fine Settecento) e tale uso rimase fino alla fine del governo pontificio.

## Grado militare

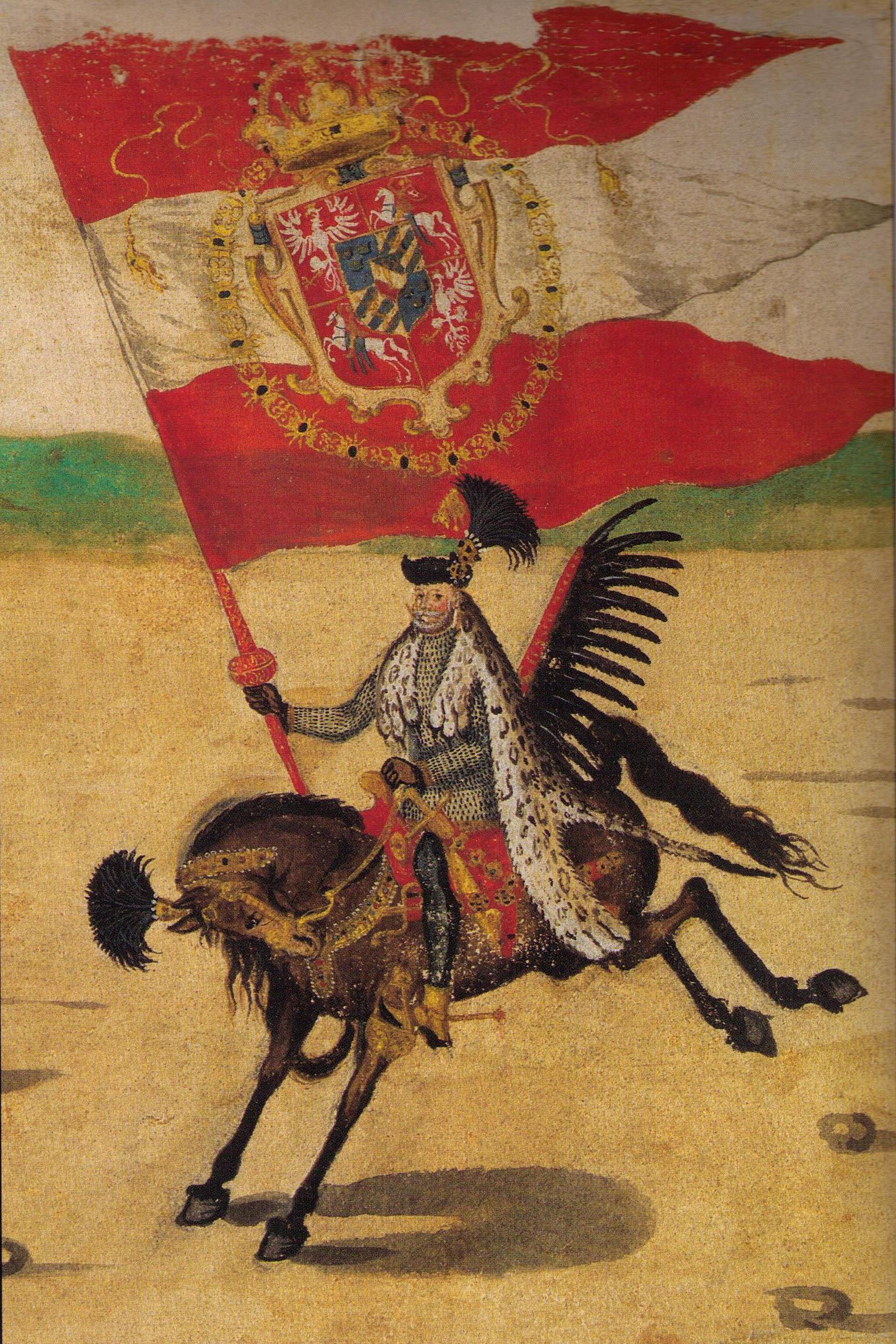
Sebastiano Sobieski grande gonfaloniere della corona nel 1605

Gonfaloniere (lingua polacca: chorąży; in russo e ucraino: хорунжий, traslitterato: chorunžij) è stato un grado in alcuni eserciti, in particolare negli eserciti della Repubblica Popolare Ucraina, della Repubblica Nazionale dell'Ucraina Occidentale, della Repubblica Popolare dell'Ucraina Occidentale e nell'Esercito insurrezionale ucraino e attualmente è un grado militare appartenente alla categoria dei sottufficiali delle forze armate polacche. 
Il gonfaloniere era un tempo il cavaliere che innalzava il gonfalone dell’esercito del proprio voivodato (województwo), di un territorio (ziemia), di un ducato o del regno. Tale funzione nel tempo si è evoluta in un titolo nobiliare non ereditario, anche se i loro figli avevano un titolo onorario che per i figli maschi era Chorążyce e per le figlie Chorążanka, mentre le mogli avevano diritto al titolo onorario Chorążyna. Il grado era corrispondente all'alfiere o al cornetta di altri eserciti europei dell'epoca.
Dalla fine del XIV secolo nel Regno di Polonia e nel Granducato di Lituania e più tardi nella Confederazione polacco-lituana vi erano quattro distinti ruoli: 
- grande gonfaloniere della Corona
- grande gonfaloniere di Lituania
- gonfaloniere di corte della corona
- gonfaloniere di corte di Lituania

Allo stesso tempo, quello di chorąży fu anche un ufficio onorario di un territorio.
Dal XVI secolo, chorąży divenne un titolo dei cosacchi e, nell'Impero russo, con la denominazione di chorunžij (in cirillico: "хорунжий") venne ufficialmente riconosciuto nel 1792 dalla Tavola dei ranghi che, nelle truppe cosacche, corrispondeva a quello di podporučik (cirillico: подпоручик) di fanteria o di cornetta della cavalleria. Emel'jan Ivanovič Pugačëv, nel corso della prima guerra russo-turca raggiunse il grado di chorunžij prima d guidare la grande insurrezione cosacca durante il regno di Caterina II.
Nella Seconda Repubblica di Polonia il grado venne ripristinato tra il 1919 e il 1922 come il più basso tra quello degli ufficiali inferiori, salvo poi divenire il più alto tra i sottufficiali dal 1923 al 1939, anno dell'invasione della Polonia, per poi essere nuovamente ripristinato nel 1944 durante la seconda guerra mondiale nell'Esercito Popolare Polacco rimanendo in vigore al termine del conflitto fino al 1957 come il grado più basso tra gli ufficiali inferiori delle forze armate polacche. 
Il grado è stato nuovamente ripristinato nel 1963 dalla Repubblica Popolare Polacca, restando in vigore anche dopo il 1989 nell'attuale Polonia. Esso era paragonabile, fino al 2004, ai warrant officer delle forze armate americane o, nelle forze armate italiane, al Corpo unico degli specialisti della Marina Militare e al Ruolo unico degli specialisti dell'Aeronautica Militare. 
A partire dal 2004 il grado, che si articola su quattro livelli, è il più alto tra quello dei sottufficiali ed è equiparabile al ruolo marescialli delle forze armate italiane.

### Distintivi di grado nelle forze armate polacche

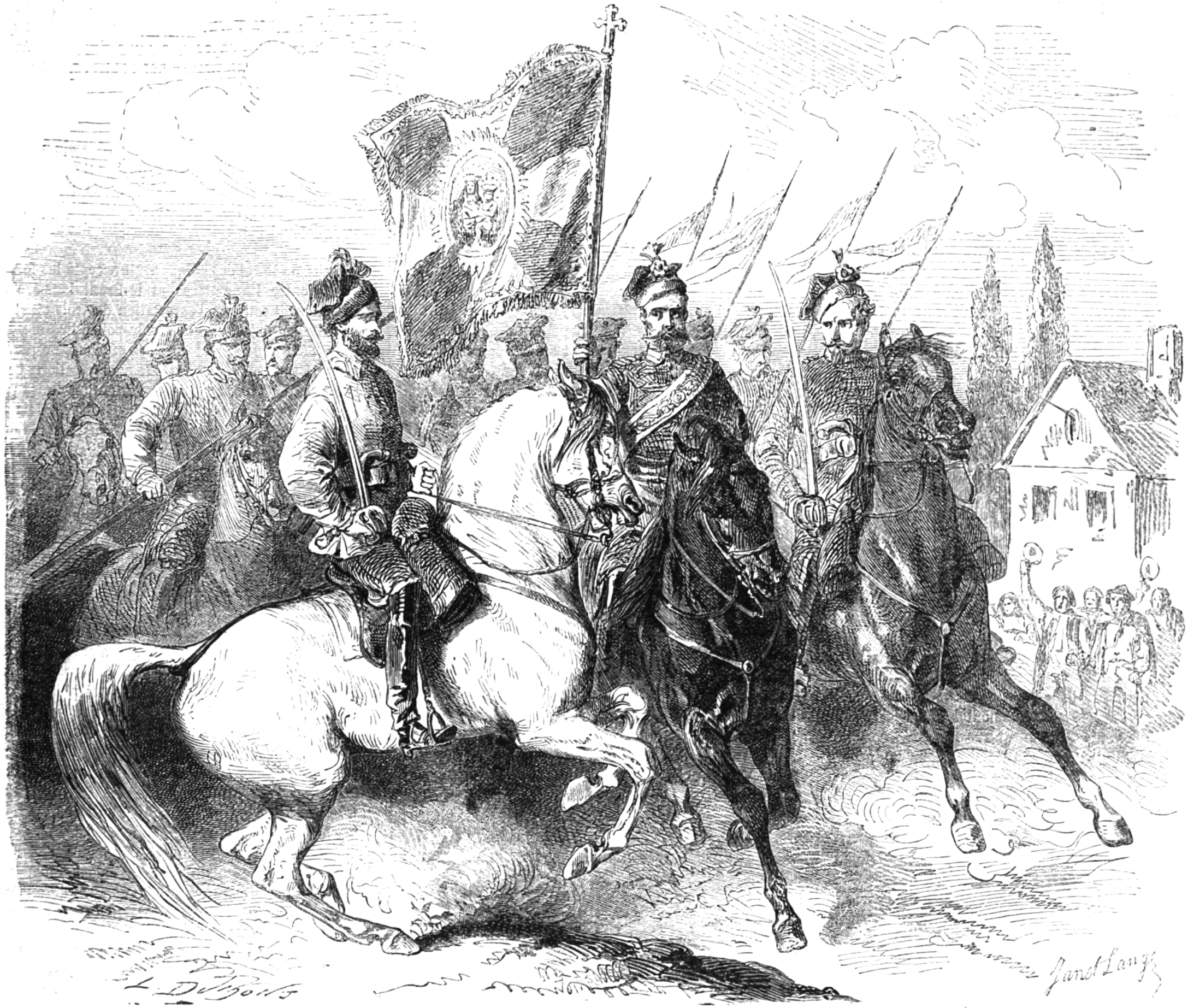
Chorąży a cavallo durante la rivolta di Gennaio

Esercito
| Wojska Lądowe                 |                                 |                    |                       |                            |  |  |  |  |  |  |
|                               |                                 |                    |                       |                            |  |  |  |  |  |  |
| Polacco:                      | Starszy chorąży sztabowy        | Starszy chorąży    | Chorąży               | Młodszy chorąży            |  |  |  |  |  |  |
| Abbreviazione                 | st. chor. szt.                  | st. chor.          | chor.                 | mł. chor.                  |  |  |  |  |  |  |
|                               |                                 |                    |                       |                            |  |  |  |  |  |  |
| Italiano:                     | Primo luogotenente gonfaloniere | Primo gonfaloniere | Gonfaloniere          | Secondo gonfaloniere       |  |  |  |  |  |  |
| equivalente Esercito Italiano | Luogotenente                    | Maresciallo capo   | Maresciallo ordinario | Sergente maggiore aiutante |  |  |  |  |  |  |

Aeronautica
| Siły Powietrzne                  |                                 |                          |                          |                            |  |  |  |  |  |  |
| Polacco:                         | Starszy chorąży sztabowy        | Starszy chorąży          | Chorąży                  | Młodszy chorąży            |  |  |  |  |  |  |
| Abbreviazione                    | st. chor. szt.                  | st. chor.                | chor.                    | mł. chor.                  |  |  |  |  |  |  |
|                                  |                                 |                          |                          |                            |  |  |  |  |  |  |
| Italiano:                        | Primo luogotenente gonfaloniere | Primo gonfaloniere       | Gonfaloniere             | Secondo gonfaloniere       |  |  |  |  |  |  |
| equivalente Aeronautica Militare | Luogotenente                    | Maresciallo di 1ª classe | Maresciallo di 2ª classe | Sergente maggiore aiutante |  |  |  |  |  |  |

Marina
| Marynarka Wojenna           |                                           |                              |                        |                             |  |  |  |  |  |  |
| Insegna per paramano        |                                           |                              |                        |                             |  |  |  |  |  |  |
| Polacco:                    | Starszy chorąży sztabowy marynarki        | Starszy chorąży marynarki    | Chorąży marynarki      | Młodszy chorąży marynarki   |  |  |  |  |  |  |
| Abbreviazione               | st. chor. szt.                            | st. chor.                    | chor.                  | mł. chor.                   |  |  |  |  |  |  |
|                             |                                           |                              |                        |                             |  |  |  |  |  |  |
| Italiano:                   | Primo luogotenente gonfaloniere di marina | Primo gonfaloniere di marina | Gonfaloniere di marina | Vice gonfaloniere di marina |  |  |  |  |  |  |
| equivalente Marina Militare | Luogotenente                              | Capo di prima classe         | Capo di seconda classe | Secondo capo aiutante       |  |  |  |  |  |  |